# Joeri Priloekov
Joeri Aleksandrovitsj Priloekov (Russisch: Юрий Александрович Прилуков) (Sverdlovsk, 14 januari 1984) is een Russisch topzwemmer. Hij nam tweemaal deel aan de Olympische Spelen, maar won hierbij geen medailles. Zijn specialiteit is de 400 m vrije slag en de 1500 m vrije slag.
Tijdens de EK kortebaan 2005 in Triëst wist Priloekov twee gouden medailles te winnen en tegelijkertijd twee Europese records te bewerkstelligen.
Op de 400 meter vrije slag bleef hij Paweł Korzeniowski voor en kwam hij tot een tijd van 3.37,81.
Ook won hij goud op "de lange afstand". De winst op de 1500 meter vrij was afgetekend, David Davies werd op bijna negen seconden afstand van de winnende tijd (14.27,12) tweede.

## Persoonlijke records
| afstand                         | tijd     | plaats           | tijd       |
| ------------------------------- | -------- | ---------------- | ---------- |
| 200 m vrije stijl (korte baan)  | 1.45,18  | 14 december 2003 | Dublin     |
| 200 m vrije stijl (lange baan)  | 1.49,07  | 24 juni 2005     | Moskou     |
| 400 m vrije stijl (korte baan)  | 3.37,35  | 11 april 2008    | Manchester |
| 400 m vrije stijl (lange baan)  | 3.43,97  | 10 augustus 2008 | Peking     |
| 800 m vrije stijl (korte baan)  | 7.37,73  | 9 december 2006  | Helsinki   |
| 800 m vrije stijl (lange baan)  | 7.46,05  | 28 juli 2009     | Rome       |
| 1500 m vrije stijl (korte baan) | 14.16,13 | 9 december 2006  | Helsinki   |
| 1500 m vrije stijl (lange baan) | 14.41,13 | 15 augustus 2008 | Peking     |

## Medaille-overzicht
| Toernooi | Goud | Zilver | Brons | totaal |
| -------- | ---- | ------ | ----- | ------ |
| OS       | 0    | 0      | 0     | 0      |
| WK       | 6    | 3      | 2     | 11     |
| EK       | 14   | 4      | 0     | 18     |
| TOTAAL   | 20   | 7      | 2     | 27     |

## Palmares

### WK (langebaan)
WK 2005 in Montréal:
- 400 m vrije slag
- 800 m vrije slag

WK 2007 in Melbourne:
- 1500 m vrije slag
- 400 m vrije slag

### WK (kortebaan)
WK 2002 in Moskou
- 4x200 m vrije slag

WK 2004 in Indianapolis:
- 400 m vrije slag
- 1500 m vrije slag

WK 2006 in Shanghai:
- 400 m vrije slag
- 1500 m vrije slag

WK 2008 in Manchester:
- 400 m vrije slag
- 1500 m vrije slag

### EK (langebaan)
EK 2002 in Berlijn :
- 1500 m vrije slag

EK 2004 in Madrid :
- 1500 m vrije slag
- 400 m vrije slag
- relais 4x200 m vrije slag

EK 2006 in Boedapest :
- 400 m vrije slag
- 1500 m vrije slag

EK 2008 in Eindhoven :
- 400 m vrije slag
- 1500 m vrije slag
- 4x200 m vrije slag

### EK (kortebaan)
EK 2002 in Riesa :
- 1500 m vrije slag
- 400 m vrije slag

EK 2003 in Dublin :
- 400 m vrije slag
- 1500 m vrije slag

EK 2004 in Wenen :
- 1500 m vrije slag
- 400 m vrije slag

EK 2005 in Triëst :
- 400 m vrije slag
- 1500 m vrije slag

EK 2006 in Helsinki :
- 400 m vrije slag
- 1500 m vrije slag